# 遊☆戯☆王5D's Duel Transer
遊☆戯☆王5D's Duel Transer（ゆうぎおうファイブディーズ デュエルトランサー）は、2011年4月21日にコナミデジタルエンタテインメントから発売されたWii専用の遊☆戯☆王ファイブディーズ オフィシャルカードゲームを題材としたゲームソフトである。

## 概要
Wiiで初めてOCGをプレイすることができるゲーム。据え置き機では「遊☆戯☆王デュエルモンスターズGX タッグフォースエヴォリューション」以来となる。イギリスでは2010年11月26日「Master of the Cards」というタイトルで、アメリカ合衆国では2010年12月8日に「Duel Transer」のタイトルで発売された。日本でも当初は2010年11月下旬発売予定であったが延期され、3月24日発売と発表される。しかし直前になってさらに延期され、最終的に4月21日発売となった。海外版とは異なりデュエルスキャナーが同梱されている。 
収録カードは遊☆戯☆王ファイブディーズ タッグフォース5と同じ「STARSTRIKE BLAST」まで、総数は約4500枚となっている。ワールドチャンピオンシップシリーズと同じく、実在するパックがゲーム内で購入できる。「遊☆戯☆王ファイブディーズ オフィシャルカードゲーム」のマスタールールに準拠する最後の作品。ニンテンドーWi-Fiコネクションを利用することで世界中のプレイヤーと対戦ができる。

## デュエルスキャナー
実在するカードを読み取り、ゲーム内で使うことができるようになる機器。「シングルリード」は専用機器にカードを挿入し、ゲーム中で入手できるDPを50使うことでカードを読み取り、カードを入手することができる。読み取りに対応しているカードは以下の通り。読み取れなかった場合は、パスワードを入力してカードを入手することができる。「ジェネレート」はカード3枚を合成し、新たにカードを作ることができる。他にもストーリーモードで「カードロックパネル」を通過する時にも使用する。
- ブースターパックの第3期第1弾「新たなる支配者」から第7期「STARSTRIKE BLAST」まで。
- ストラクチャーデッキの「ドラゴンの力」から「ドラグニティ・ドライブ」まで。
- スターターデッキの2006から2010まで。
- デュエルターミナルの「シンクロ覚醒!!」から「ヴァイロン降臨!!」まで。

## ストーリー
サテライトで暮らす主人公に「デュエル・オブ・レジェンドカップ」の招待状が届くところから物語は始まる。ラグナロクと呼ばれる絶海の孤島で開催される大会には遊星やジャックも参加していた。優勝者には至高の栄誉と究極の富を約束するという。主催者のスルトは一体何者なのか。ユグドラシルの最上階を目指し、デュエルが始まる。

## 登場人物
主人公
サテライトを抜け出すことを夢見ていたため、「デュエル・オブ・レジェンドカップ」への参加を決めた。
不動遊星（ふどう ゆうせい）
- 声 :宮下雄也

ジャック・アトラス
- 声 :星野貴紀

クロウ
- 声 :浅沼晋太郎

十六夜アキ（いざよい あき）
- 声 :木下あゆ美

龍亞（るあ）
- 声 :洞内愛

龍可（るか）
- 声 :寺崎裕香

カーリー渚（カーリーなぎさ）
- 声 :チャン・リーメイ

狭霧深影（さぎり みかげ）
- 声 :相橋愛子

牛尾哲（うしお てつ）
- 声 :落合弘治

氷室仁（ひむろ じん）
- 声 :楠大典

鷹栖（たかす）
- 声 :石井康嗣

イェーガー
- 声 :柳原哲也

ジル・ド・ランスボウ
- 声 :上田燿司

炎城ムクロ（えんじょう ムクロ）
- 声 :矢薙直樹

MC
- 声 :なし

スルト
大会主催者。ユグドラシルの最上階で主人公を待ち受ける。
トランサー
古代の叡智と現代の科学力を結集し開発した究極の人造デュエリスト。鎧のような姿をしている。ユグドラシルの各階に配置してあり、次の階へ上がるためには倒さなくてはならない。デュエリストをトレースしたデッキを使用する。

## 同梱カード
- ファイターズ・エイプ
- クローザー・フォレスト
- 吠え猛る大地

### 攻略本付属カード
- マジシャンズ・エイプ